# Campionato europeo femminile under 19 di pallavolo 2004
Il Campionato europeo femminile under 19 di pallavolo 2006 si è svolto dal 3 all'11 settembre 2004 a Bardejov e Prešov, in Slovacchia. Al torneo hanno partecipato 12 squadre nazionali europee e la vittoria finale è andata per la terza volta all'Italia.

## Qualificazioni
Hanno partecipato al campionato europeo juniores la nazionale del paese ospitante, le prime tre squadre classificate al campionato europeo juniores 2002 e otto squadre provenienti dai gironi di qualificazioni.

## Gironi
Dopo la prima fase a gironi, le prime due classificate di ogni girone hanno acceduto alle semifinali per il primo posto, la terza e la quarta classificata di ogni girone hanno acceduto alle semifinali per il quinto posto.
| Girone A                                           | Girone B                                                            |
| -------------------------------------------------- | ------------------------------------------------------------------- |
| Croazia Germania Polonia Slovacchia Russia Turchia | Bielorussia Italia Paesi Bassi Serbia e Montenegro Svizzera Ucraina |

## Fase finale

### Finali 1º e 3º posto
|  | Semifinali          | Semifinali          | Semifinali          |                     |        | 1º/2º posto | 1º/2º posto | 1º/2º posto |  |
|  |                     |                     |                     |                     |        |             |             |             |  |
|  | Russia              | Russia              | 0                   |                     |        |             |             |             |  |
|  | Russia              | Russia              | 0                   |                     |        |             |             |             |  |
|  | Italia              | Italia              | 3                   |                     |        |             |             |             |  |
|  | Italia              | Italia              | 3                   |                     | Italia | Italia      | 3           |             |  |
|  |                     |                     |                     |                     | Italia | Italia      | 3           |             |  |
|  |                     |                     | Serbia e Montenegro | Serbia e Montenegro | 0      |             |             |             |  |
|  | Croazia             | Croazia             | Serbia e Montenegro | Serbia e Montenegro | 0      | 0           |             |             |  |
|  | Croazia             | Croazia             |                     |                     |        | 0           |             |             |  |
|  | Serbia e Montenegro | Serbia e Montenegro | 3                   |                     |        | 3º/4º posto | 3º/4º posto | 3º/4º posto |  |
|  | Serbia e Montenegro | Serbia e Montenegro | 3                   |                     |        |             |             |             |  |
|  |                     |                     |                     |                     |        |             |             |             |  |
|  |                     |                     |                     |                     |        | Russia      | Russia      | 3           |  |
|  |                     |                     |                     |                     |        | Russia      | Russia      | 3           |  |
|  |                     |                     |                     |                     |        | Croazia     | Croazia     | 0           |  |

### Finali 5º e 7º posto
|  | Semifinali  | Semifinali  | Semifinali |         |         | 5º/6º posto | 5º/6º posto | 5º/6º posto |  |
|  |             |             |            |         |         |             |             |             |  |
|  | Turchia     | Turchia     | 3          |         |         |             |             |             |  |
|  | Turchia     | Turchia     | 3          |         |         |             |             |             |  |
|  | Paesi Bassi | Paesi Bassi | 1          |         |         |             |             |             |  |
|  | Paesi Bassi | Paesi Bassi | 1          |         | Turchia | Turchia     | 2           |             |  |
|  |             |             |            |         | Turchia | Turchia     | 2           |             |  |
|  |             |             | Ucraina    | Ucraina | 3       |             |             |             |  |
|  | Germania    | Germania    | Ucraina    | Ucraina | 3       | 2           |             |             |  |
|  | Germania    | Germania    |            |         |         | 2           |             |             |  |
|  | Ucraina     | Ucraina     | 3          |         |         | 7º/8º posto | 7º/8º posto | 7º/8º posto |  |
|  | Ucraina     | Ucraina     | 3          |         |         |             |             |             |  |
|  |             |             |            |         |         |             |             |             |  |
|  |             |             |            |         |         | Paesi Bassi | Paesi Bassi | 1           |  |
|  |             |             |            |         |         | Paesi Bassi | Paesi Bassi | 1           |  |
|  |             |             |            |         |         | Germania    | Germania    | 3           |  |

## Classifica finale
| Classifica | Squadre             | Qualificazione                   |
| ---------- | ------------------- | -------------------------------- |
|            | Italia              | Campionato europeo juniores 2006 |
|            | Serbia e Montenegro | Campionato europeo juniores 2006 |
|            | Russia              | Campionato europeo juniores 2006 |
| 4          | Croazia             |                                  |
| 5          | Ucraina             |                                  |
| 6          | Turchia             |                                  |
| 7          | Germania            |                                  |
| 8          | Paesi Bassi         |                                  |
| 9          | Slovacchia          |                                  |
| 10         | Bielorussia         |                                  |
| 11         | Polonia             |                                  |
| 12         | Svizzera            |                                  |